# بيت السلامي (الحيمة الخارجية)

تعديل مصدري - تعديل

بيت السلامي هي إحدى قرى عزلة الربع بمديرية الحيمة الخارجية التابعة لمحافظة صنعاء، بلغ تعداد سكانها 262 نسمة حسب تعداد اليمن لعام 2004.